# AFC Futsal Championship 1999
Il primo Asian Futsal Championship, disputato nel 1999 a Kuala Lumpur in Malaysia allo Stadio Negara Hall dal 5 marzo al 10 marzo, viene considerato il primo campionato continentale asiatico per formazioni nazionali di calcio a 5.
Al torneo presero parte nove nazionali asiatiche, tra cui l'Iran che sin dal girone di prima fase dimostrò una forza soverchiante, a conclusione del torneo le 90 reti segnate contro le 7 subite in sei gare danno la dimensione delle qualità iraniane davanti alle altre formazioni tra cui spiccarono Kazakistan, Giappone e Corea del Sud.

## Girone A
| Kuala Lumpur 5 marzo 1999 | Kirghizistan | 2 – 2 | Corea del Sud | Stadio Negara Hall |

| Kuala Lumpur 5 marzo 1999 | Singapore | 0 – 21 | Thailandia | Stadio Negara Hall |

| Kuala Lumpur 5 marzo 1999 | Singapore | 5 – 9 | Kirghizistan | Stadio Negara Hall |

| Kuala Lumpur 5 marzo 1999 | Corea del Sud | 5 – 4 | Thailandia | Stadio Negara Hall |

| Kuala Lumpur 7 marzo 1999 | Kirghizistan | 0 – 21 | Iran | Stadio Negara Hall |

| Kuala Lumpur 7 marzo 1999 | Corea del Sud | 14 – 0 | Singapore | Stadio Negara Hall |

| Kuala Lumpur 7 marzo 1999 | Iran | 36 – 0 | Singapore | Stadio Negara Hall |

| Kuala Lumpur 8 marzo 1999 | Thailandia | 17 – 7 | Kirghizistan | Stadio Negara Hall |

| Kuala Lumpur 8 marzo 1999 | Iran | 9 – 3 | Corea del Sud | Stadio Negara Hall |

| Kuala Lumpur 8 marzo 1999 | Thailandia | 1 – 10 | Iran | Stadio Negara Hall |

| Classifica finale | Pt | G | V | N | P | GF | GS | DR  |
| ----------------- | -- | - | - | - | - | -- | -- | --- |
| Iran              | 12 | 4 | 4 | 0 | 0 | 76 | 4  | +72 |
| Corea del Sud     | 7  | 4 | 2 | 1 | 1 | 24 | 15 | +9  |
| Thailandia        | 6  | 4 | 2 | 0 | 2 | 43 | 22 | +21 |
| Kirghizistan      | 4  | 4 | 1 | 1 | 2 | 18 | 45 | -27 |
| Singapore         | 0  | 4 | 0 | 0 | 4 | 5  | 80 | -75 |

## Girone B
| Kuala Lumpur 5 marzo 1999 | Uzbekistan | 2 – 3 | Kazakistan | Stadio Negara Hall |

| Kuala Lumpur 5 marzo 1999 | Malaysia | 5 – 5 | Giappone | Stadio Negara Hall |

| Kuala Lumpur 5 marzo 1999 | Malaysia | 4 – 11 | Uzbekistan | Stadio Negara Hall |

| Kuala Lumpur 5 marzo 1999 | Kazakistan | 1 – 4 | Giappone | Stadio Negara Hall |

| Kuala Lumpur 7 marzo 1999 | Kazakistan | 8 – 2 | Malaysia | Stadio Negara Hall |

| Kuala Lumpur 8 marzo 1999 | Giappone | 5 – 5 | Uzbekistan | Stadio Negara Hall |

| Classifica finale | Pt | G | V | N | P | GF | GS | DR  |
| ----------------- | -- | - | - | - | - | -- | -- | --- |
| Kazakistan        | 6  | 3 | 2 | 0 | 1 | 12 | 8  | +4  |
| Giappone          | 5  | 3 | 1 | 2 | 0 | 14 | 11 | +3  |
| Uzbekistan        | 4  | 3 | 1 | 1 | 1 | 18 | 12 | +6  |
| Malaysia          | 1  | 3 | 0 | 1 | 2 | 11 | 24 | -13 |

## Semifinali
| Kuala Lumpur 9 marzo 1999 | Iran | 5 – 2 | Giappone | Stadio Negara Hall |

| Kuala Lumpur 9 marzo 1999 | Kazakistan | 3 – 8 | Corea del Sud | Stadio Negara Hall |

## Finale 3º-4º posto
| Kuala Lumpur 10 marzo 1999                   | Giappone             | 2 – 2 | Kazakistan | Stadio Negara Hall |
| \| \| \| \| \| \| Tiri di rigore 5 – 6 \| \| |                      |       |            |                    |
|                                              |                      |       |            |                    |
|                                              | Tiri di rigore 5 – 6 |       |            |                    |

## Finale
| Kuala Lumpur 10 marzo 1999 | Iran | 9 – 1 | Corea del Sud | Stadio Negara Hall |